# Iberisch lantaarntje
Het Iberisch lantaarntje (Ischnura graellsii), voorheen Iberische grasjuffer, is een libellensoort uit de familie van de waterjuffers (Coenagrionidae). Deze juffer lijkt sterk op het lantaarntje, en vervangt deze soort in delen van het Iberisch Schiereiland en Noordwest-Afrika. Waar de twee soorten samen voorkomen (op het Iberisch Schiereiland) vormen ze hybriden. De Nederlandstalige naam is ontleend aan Libellen van Europa.
De soort staat op de Rode Lijst van de IUCN als niet bedreigd, beoordelingsjaar 2007. De Iberische grasjuffer komt voor in Tunesië, Algerije, Marokko, Spanje, Portugal en Frankrijk.
De wetenschappelijke naam van de soort werd in 1842 als Agrion graellsii gepubliceerd door Jules Pierre Rambur.